# Temptation Island (decima edizione)
La decima edizione del reality show Temptation Island è andata in onda in prima serata su Canale 5 dal 30 giugno al 27 luglio 2021 per sei puntate con la conduzione di Filippo Bisciglia. La prima puntata è andata in onda di mercoledì mentre le seguenti quattro puntate di lunedì e la sesta ed ultima puntata di martedì.

## Le coppie
Le coppie che hanno partecipato all'edizione sono le seguenti:
     La coppia ha deciso di uscire insieme / La coppia è ancora insieme.
     La coppia ha deciso di uscire separati / La coppia si separa dopo il programma.
     La coppia è stata espulsa.
     Il fidanzato / la fidanzata richiede il falò di confronto immediato e anticipato
     La coppia partecipa al falò di confronto finale al termine dei 21 giorni.
| Coppia | Coppia                  | Relazione                    | Decisione al Falò di confronto | Decisione al Falò di confronto straordinario | Dopo Temptation Island | Note    |
| n°     | Partecipanti            | Relazione                    | Decisione al Falò di confronto | Decisione al Falò di confronto straordinario | Dopo Temptation Island | Note    |
| ------ | ----------------------- | ---------------------------- | ------------------------------ | -------------------------------------------- | ---------------------- | ------- |
| 1      | Valentina Nulli Augusti | fidanzati da 1 anno e 7 mesi | Separati                       | Non partecipanti                             | Separati               | N.D.    |
| 1      | Tommaso Eletti          | fidanzati da 1 anno e 7 mesi | Separati                       | Non partecipanti                             | Separati               | N.D.    |
| 2      | Claudia Venturini       | fidanzati da 4 anni e mezzo  | Insieme                        | Non partecipanti                             | Separati               | [ N 1 ] |
| 2      | Stefano "Ste" Socionovo | fidanzati da 4 anni e mezzo  | Insieme                        | Non partecipanti                             | Separati               | [ N 1 ] |
| 3      | Jessica Mascheroni      | fidanzati da 7 anni          | Separati                       | Non partecipanti                             | Separati               | [ N 2 ] |
| 3      | Alessandro Autera       | fidanzati da 7 anni          | Separati                       | Non partecipanti                             | Separati               | [ N 2 ] |
| 4      | Natascia Zagato         | fidanzati da 2 anni e mezzo  | Insieme                        | Non partecipanti                             | Separati               | [ N 3 ] |
| 4      | Alessio Tanoni          | fidanzati da 2 anni e mezzo  | Insieme                        | Non partecipanti                             | Separati               | [ N 3 ] |
| 5      | Manuela Carriero        | fidanzati da 4 anni e mezzo  | Separati                       | Non partecipanti                             | Separati               | [ N 4 ] |
| 5      | Stefano Sirena          | fidanzati da 4 anni e mezzo  | Separati                       | Non partecipanti                             | Separati               | [ N 4 ] |
| 6      | Floriana Angelica       | fidanzati da 2 anni          | Separati                       | Insieme                                      | Separati               | [ N 5 ] |
| 6      | Federico Rasa           | fidanzati da 2 anni          | Separati                       | Insieme                                      | Separati               | [ N 5 ] |

## Tentatrici
L'età delle tentatrici si riferisce al momento dell'arrivo sull'isola delle tentazioni.
Le tentatrici che hanno partecipato a questa edizione sono 12:
| Tentatrici                 | Età     | Professione                     | Nazionalità |
| -------------------------- | ------- | ------------------------------- | ----------- |
| Anastasia Ronca            | 20 anni | Modella                         | Italia      |
| Angelica Montali           | 22 anni | Modella                         | Italia      |
| Carlotta Adacher           | 34 anni | Assistente medico               | Italia      |
| Federica Cleo              | 25 anni | Imprenditrice                   | Italia      |
| Gabriella                  | 25 anni | Studentessa                     | Italia      |
| Gabry                      | 29 anni | Hostess                         | Italia      |
| Giulia Cerini              | 25 anni | Ingegnere                       | Italia      |
| Giulia "Giuly" Mastrantoni | 33 anni | Dermopigmentista                | Italia      |
| Lucrezia Guarnera          | 23 anni | Hostess                         | Italia      |
| Rita Urgesi                | 28 anni | Estetista                       | Italia      |
| Tania                      | 27 anni | Commessa                        | Italia      |
| Vincenza Botti             | 25 anni | Insegnante di danza, coreografa | Italia      |

## Tentatori
L'età dei tentatori si riferisce al momento dell'arrivo sull'isola delle tentazioni.
I tentatori che hanno partecipato a questa edizione sono 13:
| Tentatore            | Età     | Professione                | Nazionalità |
| -------------------- | ------- | -------------------------- | ----------- |
| Alessandro Speranza  | 25 anni | Imprenditore               | Italia      |
| Alessio Galli        | 37 anni | Consulente legale civile   | Italia      |
| Angelo Della Guardia | 26 anni | Calciatore                 | Italia      |
| Davide Basolo        | 27 anni | Impiegato                  | Italia      |
| Giuseppe M. Ambrosio | 32 anni | Dentista                   | Italia      |
| Luca Vetrone         | 26 anni | Personal trainer, tiktoker | Italia      |
| Luchino              | 31 anni | Geometra                   | Italia      |
| Luciano Punzo        | 27 anni | Modello                    | Italia      |
| Luke                 | 31 anni | Responsabile commerciale   | Italia      |
| Manuel Di Bernardo   | 25 anni | Personal trainer, modello  | Italia      |
| Marco Ricci          | 26 anni | Modello                    | Italia      |
| Salvatore Pisano     | 32 anni | Imprenditore               | Italia      |
| Samuele Crielesi     | 28 anni | Agente di commercio        | Italia      |

## Ascolti
| Puntata | Messa in onda  | Telespettatori | Share  | Fonte |
| ------- | -------------- | -------------- | ------ | ----- |
| 1       | 30 giugno 2021 | 3 194 000      | 20,96% | [ 2 ] |
| 2       | 5 luglio 2021  | 3 526 000      | 23,02% | [ 3 ] |
| 3       | 12 luglio 2021 | 3 052 000      | 21,46% | [ 4 ] |
| 4       | 19 luglio 2021 | 3 353 000      | 23,00% | [ 5 ] |
| 5       | 26 luglio 2021 | 3 285 000      | 23,70% | [ 6 ] |
| 6       | 27 luglio 2021 | 3 694 000      | 27,40% | [ 7 ] |
| Media   | Media          | 3 350 000      | 23,26% |       |